# アカザ科
アカザ科 (Chenopodiaceae) は古いクロンキスト体系などにおける被子植物の科の一つ。大部分が草本で、乾燥地や海岸に産するものが多く、塩生植物（アッケシソウなど）もある。現行のAPG植物分類体系ではヒユ科のアカザ亜科が設けられている。

## 特徴
花は小さい風媒花で、花被は2から5枚。子房上位で、果実は1個の種子を含み花被に包まれる。ベタシアニン（赤紫色の色素）を含み、またベタイン（グリシンベタイン：特殊なアミノ酸で耐塩性にも関係する）を多く含むものも多い。
この科は多くの植物分類学者が独立の科として扱っているが、2003年のAPGII分類体系（1998年のAPG分類体系と変更なく）では認められていない。APGではヒユ科の中に含まれる。
およそ100属1400種（日本には6属10数種）がアカザ科に含まれる。

## 栽培種
食用の種にはキヌア、カニーワ（kañiwa, 英語版）、アカザ、グッド・キング・ヘンリー (Good King Henry, 英語版)、アリタソウ（エパソーテ）（以上Chenopodium spp.）、オラーチェ（Orache, 英語版、Atriplex）、ホウレンソウ (Spinacia oleracea)、そしてもっとも重要な作物に Beta vulgaris から作出されたテンサイ、テーブルビート、マンゲルワーゼル、フダンソウがある。
日本ではとんぶり（ホウキギの種子）やオカヒジキが食用にされる。

## 主な属

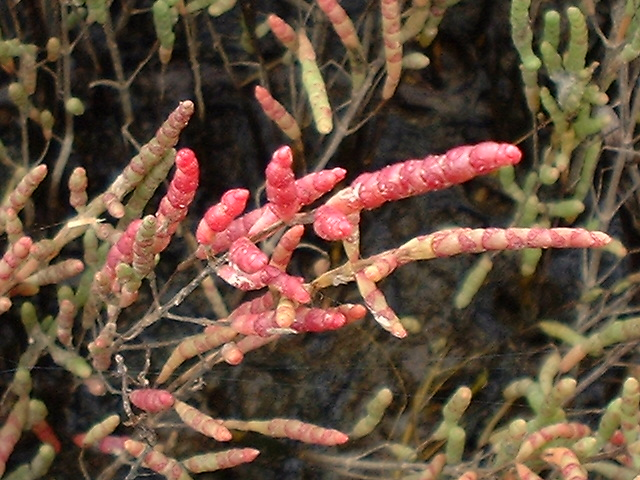
アッケシソウ

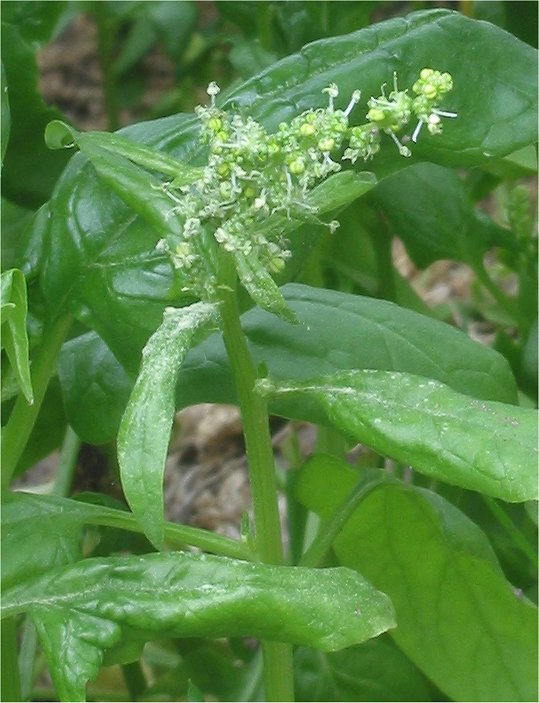
ホウレンソウ

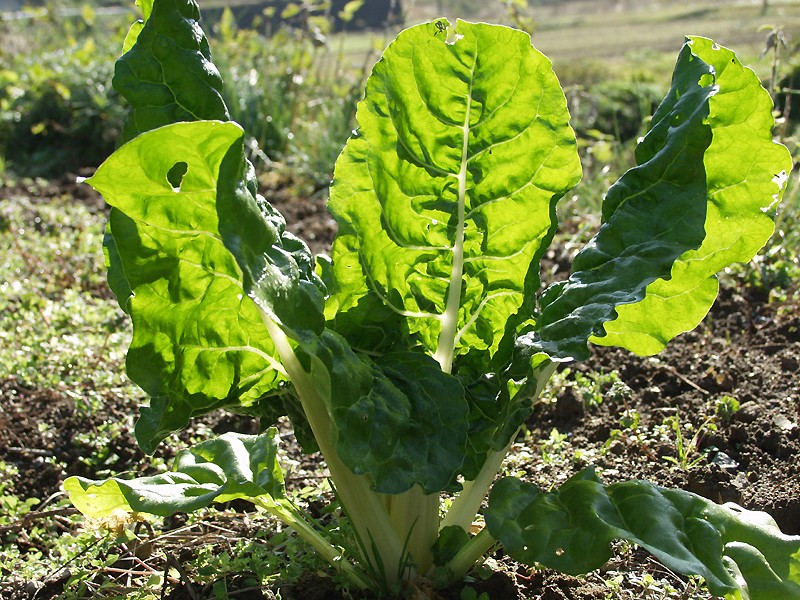
フダンソウ

- ハマアカザ属 Atriplex - ミヤコジマハマアカザ
- フダンソウ属 Beta - テンサイ、テーブルビート、フダンソウ
- アカザ属 Chenopodium - キヌア、カニーワ、シロザ、アカザ、アリタソウ
- Halogeton
- Halosarcia
- ホウキギ属 Kochia - ホウキギ
- アッケシソウ属 Salicornia - アッケシソウ、カブダチアッケシソウ
- オカヒジキ属 Salsola - オカヒジキ、タンブル・ウィード、ホソバオカヒジキ
- Sarcocornia
- ホウレンソウ属 Spinacia - ホウレンソウ
- マツナ属 Suaeda - ハママツナ（ヒジキアカザ）